# Pseudochazara herrichi
Pseudochazara herrichi är en fjärilsart som beskrevs av Otto Staudinger 1901. Pseudochazara herrichi ingår i släktet Pseudochazara och familjen praktfjärilar. Inga underarter finns listade i Catalogue of Life.